# NGC 137
NGC 137 je galaksija u zviježđu Ribe.

## Vanjske poveznice
- SEDS: NGC 0137